# Rokometni klub Koper
Rokometni klub Koper 2013 je slovenski rokometni klub iz Kopra. Njegova domača dvorana je Športna dvorana Bonifika. Članska ekipa nastopa v 1. A moški državni rokometni ligi. 

## Zgodovina
Klub je bil ustanovljen leta 1992, rokomet pa se je v Kopru začel igrati že v pedesetih letih, vendar je večkrat zamrl.
Članska ekipa je v sezoni 1999/2000 preko kvalifikacij napredovala v 1. B ligo, po dveh letih igranja v njej, pa se je uvrstila v 1. A ligo. V evropskih tekmovanjih so prvič nastopili v sezoni 2004/05, ko so izpadli v tretjem krogu Pokala EHF. Klub je v sezoni 2010/11 osvojil naslov slovenskega državnega prvaka, v sezonah 2007/08 in 2008/09 podprvaka, ter naslov državnega pokalnega prvaka v sezonah 2007/08, 2008/09 in 2010/11, in podprvaka v sezoni 2011/12.
Po sezoni 2012/13 je bil klub zaradi dolgov razpuščen.